# Бланка (Мурсія)
Бланка (ісп. Blanca) — муніципалітет в Іспанії, у складі автономної спільноти Мурсія. Населення — 6456 осіб (2010).
Муніципалітет розташований на відстані близько 320 км на південний схід від Мадрида, 30 км на північний захід від Мурсії.
На території муніципалітету розташовані такі населені пункти: (дані про населення за 2010 рік)
- Альто-Паломо: 416 осіб
- Бланка: 3942 особи
- Естасьйон-Ферреа: 1033 особи
- Тольйос: 25 осіб
- Рунес: 176 осіб
- Уерта-де-Арріба: 30 осіб
- Байна: 95 осіб
- Карретера-Естасьйон: 739 осіб

## Демографія
Динаміка населення (INE ):

## Галерея зображень

Розташування муніципалітету Бланка у провінції Мурсія
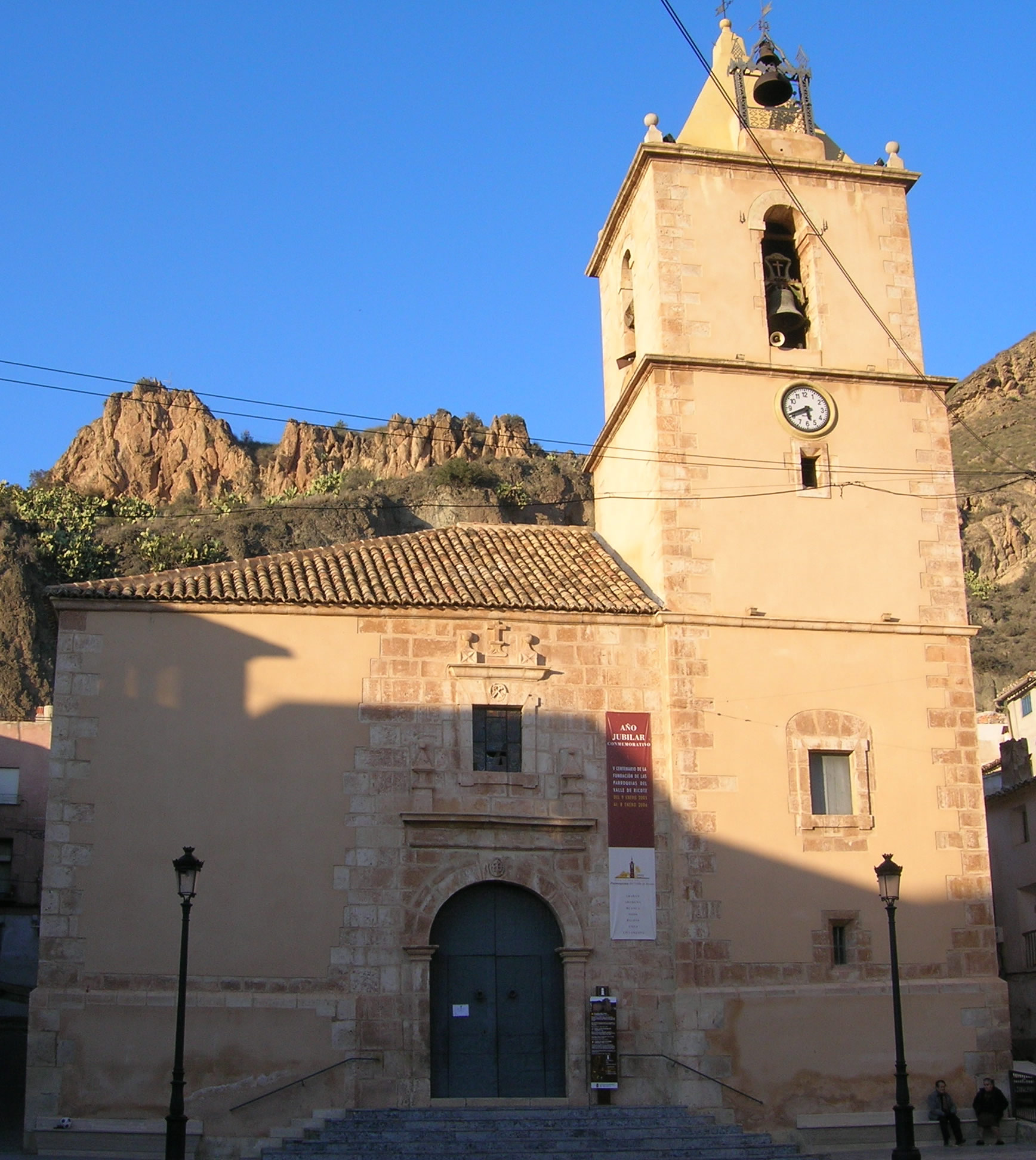
Церква Сан-Хуан-Еванхеліста, XVI століття